# Двубратський
Двубра́тський — селище сільського типу в Усть-Лабинському районі Краснодарського краю, утворює Двубратське сільське поселення.
Населення — 10,1 тис. мешканців (2002). Більшість з них — ув'язнені чотирьох виправних установ, розташованих в селищі.
Селище розташоване між містом Усть-Лабинськ і станицею Ладозька. Залізнична станція Двубратський на лінії Краснодар — Кавказька.